# Рађин Хелмињски
Рађин Хелмињски (пољ. Radzyń Chełmiński) град је у Пољској у Војводству кујавско-поморском. По подацима из 2012. године број становника у месту је био 1912.

## Становништво
| 2012. |
| ----- |
| 1.912 |